# Рахмат Акбарі
Рахмат Акбарі (дарі رحمت اکبری, нар. 20 червня 2000, Ягорі) — афганський футболіст, півзахисник грузинського клубу «Торпедо» (Кутаїсі) та національної збірної Афганістану. Виступав також за австралійські клуби «Брисбен Роар» та «Мельбурн Вікторі».

## Клубна кар'єра
Рахмат Акбарі народився 2000 року в районі Ягорі в Афганістані в сім'ї хазарейців. Пізніше сім'я майбутнього футболіста емігрувала до Австралії, де він розпочав займатися футболом у юнацьких командах низки футбольних клубів. У дорослому футболі дебютував 2017 року виступами за команду «Брисбен Роар», проте не відразу став гравцем основного складу, і вже 2018 року відправився в оренду до клубу «Мельбурн Вікторі». За рік Акбарі повернувся до «Брисбен Роар», і цього разу став гравцем основного складу команди, та грав у її складі до 2023 року.
З 2023 року Рахмат Акбарі грає у складі грузинського клубу «Торпедо» (Кутаїсі). Станом на 11 червня 2024 року відіграв за кутаїських торпедівців 24 матчі в національному чемпіонаті.

## Виступи за збірні
2015 року Рахмат Акбарі дебютував у складі юнацької збірної Австралії, загалом на юнацькому рівні взяв участь у 15 іграх, відзначившись 6 забитими голами.
У 2023 році Акбарі вирішив грати на міжнародному рівні за збірну своєї історичної батьківщини, і дебютував у складі національної збірної Афганістану. Станом на вересень 2024 року зіграв у складі афганської збірної 7 матчів, у яких відзначився 1 забитим м'ячем.